# 호시미역
호시미역(일본어: ほしみ駅 호시미에키[*])은 일본 홋카이도 삿포로시 데이네구에 있는 홋카이도 여객철도 하코다테 본선의 철도역이다.

## 역 구조
2면 2선의 승강장이 있는 지상역으로, 무인역이다. 역사 내에는 자동 발매기나 자동 개찰기 등의 기기가 있다.
| 1 | ■ 하코다테 본선 | 제니바코 · 오타루칫코 · 오타루 방면              |
| 2 | ■ 하코다테 본선 | 삿포로 · 이와미자와 · 지토세 · 신치토세쿠코 방면 |

## 역 주변
삿포로 시와 오타루시의 경계부에 위치하고 있다.
- 데이네 호시오키 간이 우편국
- 호시오키 양호 학교
- 홋카이도 은행 호시미 연수 센터

## 역사
- 1995년 3월 16일 - 홋카이도 여객철도 호시미 역 개업.
- 2000년 3월 31일 - 남쪽 출입구 개설.
- 2007년 10월 - 역 번호 부여. S10.
- 2008년 10월 25일 - IC 카드(Kitaca)의 사용 개시.

## 인접한 역
| 홋카이도 여객철도 ■ 하코다테 본선 | 홋카이도 여객철도 ■ 하코다테 본선   | 홋카이도 여객철도 ■ 하코다테 본선                  |
| --------------------------------- | ----------------------------------- | -------------------------------------------------- |
| S11 제니바코 오타루 방면          | ● 구간쾌속 "이시카리 라이너" ● 보통 | S09 호시오키 삿포로 · 이와미자와 · 도마코마이 방면 |